# Wereldkampioenschappen kanoslalom 2018
De wereldkampioenschappen kanoslalom 2018 werden van 25 tot en met 30 september 2018 gehouden in het Estádio Olímpico de Canoagem Slalom in Rio de Janeiro, Brazilië. Er stonden elf onderdelen op het programma, vijf voor mannen, vijf voor vrouwen en een gemengde wedstrijd.

## Medailles

### Mannen
| Onderdeel         | Goud                                                                    | Goud                        | Zilver                                               | Zilver                | Brons                                                        | Brons                       |
| Canadese kano (C) | Canadese kano (C)                                                       | Canadese kano (C)           | Canadese kano (C)                                    | Canadese kano (C)     | Canadese kano (C)                                            | Canadese kano (C)           |
| ----------------- | ----------------------------------------------------------------------- | --------------------------- | ---------------------------------------------------- | --------------------- | ------------------------------------------------------------ | --------------------------- |
| C-1               | Franz Anton Duitsland                                                   | 97,06                       | Ryan Westley Verenigd Koninkrijk                     | 97,94                 | Sideris Tasiadis Duitsland                                   | 98,87                       |
| C-1 team          | Slowakije Alexander Slafkovský Michal Martikán Matej Beňuš              | 99,67                       | Slovenië Benjamin Savšek Luka Božič Anže Berčič      | 99,95                 | Verenigd Koninkrijk David Florence Ryan Westley Adam Burgess | 100,07                      |
| Kayak (K)         |                                                                         |                             |                                                      |                       |                                                              |                             |
| K-1               | Hannes Aigner Duitsland                                                 | 89,69                       | Jiří Prskavec Tsjechië                               | 90,65                 | Pavel Eigel Rusland                                          | 92,17                       |
| K-1 team          | Verenigd Koninkrijk Joe Clarke Bradley Forbes-Cryans Christopher Bowers | 92,45                       | Polen Dariusz Popiela Mateusz Polaczyk Michał Pasiut | 93,88                 | Tsjechië Ondřej Tunka Vít Přindiš Jiří Prskavec              | 94,84                       |
| Extreme K-1       | Christian De Dionigi Italië                                             | Christian De Dionigi Italië | Boris Neveu Frankrijk                                | Boris Neveu Frankrijk | Thomas Bersinger Argentinië                                  | Thomas Bersinger Argentinië |

### Vrouwen
| Onderdeel         | Goud                                                               | Goud                | Zilver                                                        | Zilver                   | Brons                                                             | Brons                        |
| Canadese kano (C) | Canadese kano (C)                                                  | Canadese kano (C)   | Canadese kano (C)                                             | Canadese kano (C)        | Canadese kano (C)                                                 | Canadese kano (C)            |
| ----------------- | ------------------------------------------------------------------ | ------------------- | ------------------------------------------------------------- | ------------------------ | ----------------------------------------------------------------- | ---------------------------- |
| C-1               | Jessica Fox Australië                                              | 109,07              | Mallory Franklin Verenigd Koninkrijk                          | 113,85                   | Tereza Fišerová Tsjechië                                          | 116,74                       |
| C-1 team          | Verenigd Koninkrijk Mallory Franklin Kimberley Woods Bethan Forrow | 115,78              | Tsjechië Tereza Fišerová Kateřina Havlíčková Gabriela Satková | 117,34                   | Frankrijk Lucie Prioux Lucie Baudu Claire Jacquet                 | 121,27                       |
| Kayak (K)         |                                                                    |                     |                                                               |                          |                                                                   |                              |
| K-1               | Jessica Fox Australië                                              | 102,06              | Mallory Franklin Verenigd Koninkrijk                          | 104,34                   | Ricarda Funk Duitsland                                            | 105,32                       |
| K-1 team          | Frankrijk Lucie Baudu Marie-Zélia Lafont Camille Prigent           | 108,37              | Duitsland Ricarda Funk Jasmin Schornberg Lisa Fritsche        | 109,12                   | Verenigd Koninkrijk Mallory Franklin Fiona Pennie Kimberley Woods | 109,36                       |
| Extreme K-1       | Ana Sátila Brazilië                                                | Ana Sátila Brazilië | Martina Wegman Nederland                                      | Martina Wegman Nederland | Polina Moechgalejeva Rusland                                      | Polina Moechgalejeva Rusland |

### Gemengd
| Onderdeel         | Goud                                   | Goud              | Zilver                               | Zilver            | Brons                               | Brons             |
| Canadese kano (C) | Canadese kano (C)                      | Canadese kano (C) | Canadese kano (C)                    | Canadese kano (C) | Canadese kano (C)                   | Canadese kano (C) |
| ----------------- | -------------------------------------- | ----------------- | ------------------------------------ | ----------------- | ----------------------------------- | ----------------- |
| C-2               | Polen Marcin Pochwała Aleksandra Stach | 106,48            | Frankrijk Yves Prigent Margaux Henry | 106,84            | Tsjechië Veronika Vojtová Jan Mašek | 110,25            |

### Medaillespiegel
| Plaats | Land                | Goud | Zilver | Brons | Totaal |
| 1      | Verenigd Koninkrijk | 2    | 3      | 2     | 7      |
| 2      | Duitsland           | 2    | 1      | 2     | 5      |
| 3      | Slowakije           | 2    | 0      | 0     | 2      |
| 4      | Frankrijk           | 1    | 2      | 1     | 4      |
| 5      | Polen               | 1    | 0      | 1     | 2      |
| 6      | Brazilië            | 1    | 0      | 0     | 1      |
| 6      | Italië              | 1    | 0      | 0     | 1      |
| 6      | Slowakije           | 1    | 0      | 0     | 1      |
| 9      | Tsjechië            | 0    | 2      | 3     | 5      |
| 10     | Nederland           | 0    | 1      | 0     | 1      |
| 10     | Slovenië            | 0    | 1      | 0     | 1      |
| 12     | Rusland             | 0    | 0      | 2     | 2      |
| 13     | Argentinië          | 0    | 0      | 1     | 1      |
| Totaal | Totaal              | 11   | 11     | 11    | 15     |